# Adriana Ferreyr
Adriana Ferreyr (Salvador, Bahia, 18 de mayo de 1983) es una actriz de cine, televisión, teatro y empresaria brasileña-estadounidense.
Adriana se convirtió en una de las actrices más conocidas de Brasil después de aparecer como protagonista en la serie de televisión Marisol.

## Biografía
Adriana Ferreyr nació en Salvador, Bahia, el 18 de mayo de 1983.
Su carrera de actriz comenzó en el teatro a la edad de ocho años cuando se unió a la compañía de teatro de Fernando Peltier. Actuó en varias obras, entre ellas: "O Jardim das Borboletas", "O Jardín das Abejas", "Turma da Mônica" y "A Noviça Rebelde".
Mientras tomaba clases en la Pontificia Universidad Católica de Río de Janeiro, Ferreyr continuó su carrera como actriz y, después de dos años, consiguió un papel como protagonista en la telenovela Marisol interpretando a Vanessa Lima do Vale, hija adoptiva de Marisol.
En 2011, Ferreyr estaba persiguiendo una licenciatura en la Universidad de Columbia.
Desde diciembre de 2012, Ferreyr vive en el barrio de Harlem de la ciudad de Nueva York.

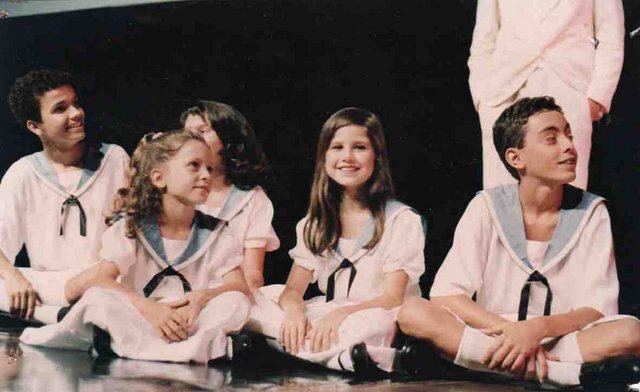
Adriana Ferreyr as Marta in The Sound of Music in July 1992

## Vida privada

### Relaciones
Ferreyr previamente, se veía con George Soros durante 5 años.

### Caridades
Comenzó como una emprendedora exitosa desde la edad de 20 años, interesándose en el emprendimiento social hace muchos años. Ha trabajado y se ofreció voluntariamente para varias organizaciones caritativas, persiguiendo un interés especial en ayudar a niños desamparados. Su trabajo voluntario se ha extendido a varias organizaciones, entre ellas la Asociación de Pioneiras Sociais (APS), Caminhos da Luz y Fundação ABRINQ, una fundación sin fines de lucro dedicada a la defensa de los derechos humanos y civiles de niños y adolescentes.
En 2006 fundó la Fundación Infantil Tijuana, una organización dedicada a ayudar a miles de niños que viven en la pobreza en las calles de Tijuana, México

## Filmografía completa

### Cine
| Año  | Película                              | Papel          | Notas |
| ---- | ------------------------------------- | -------------- | ----- |
| 2016 | Love Circumstances                    | Doctor Saoirse |       |
| 2017 | Space Opera - The Shade of Human Soul | Earth Control  |       |
| 2017 | Killing is Killing                    | Ruth Sannon    |       |

### Televisión
| Año  | Película | Papel                | Notas |
| ---- | -------- | -------------------- | ----- |
| 2002 | Marisol  | Vanessa Lima do Vale |       |

## Premios y nominaciones
| Año  | Premio               | Categoría                                                       | Título              | Resultado |
| ---- | -------------------- | --------------------------------------------------------------- | ------------------- | --------- |
| 1992 | Troféu Bahia Aplaude | Mejor actriz infantil en espectáculo musical - Musical Infantil | O Jardín das Abejas | Ganadora  |